# Silence (album Sonaty Arctiki)
Silence (ang. Cisza) – drugi album fińskiej grupy muzycznej Sonata Arctica. Wydany w 2001 roku przez Spinefarm Records. Jest to jedyny album studyjny na którym wystąpił grający na instrumentach klawiszowych Mikko Härkin. Wszystkie utwory napisał Tony Kakko.

## Lista utworów
1. "...of Silence" – 1:17
2. "Weballergy" – 3:51
3. "False News Travel Fast" – 5:18
4. "The End of This Chapter" – 7:01
5. "Black Sheep" – 3:42
6. "Land of the Free" – 4:24
7. "Last Drop Falls" – 5:13
8. "San Sebastian (revisited)" – 4:37
9. "Sing in Silence" – 3:51
10. "Revontulet (instrumental)" – 1:32
11. "Tallulah" – 5:20
12. "Wolf & Raven" – 4:15
13. "Respect the Wilderness" – 3:51 (dodatkowy utwór na wydaniu japońskim i południowokoreańskim)
14. "The Power of One" – 10:01
15. "Wolf & Raven" - 4:25 (nagrany ponownie, zamieszczony na reedycji albumu)
16. "PeaceMaker" - 3:31 (dodatkowy utwór na reedycji albumu)

## Twórcy
- Tony Kakko – śpiew
- Jani Liimatainen – gitara
- Mikko Härkin – instrumenty klawiszowe
- Marko Paasikoski – gitara basowa
- Tommy Portimo – instrumenty perkusyjne
- Nik Van-Eckmann – głos męski w utworach nr 1, 4, 7 i 13
- Renay Gonzalez – głos żeński w utworze nr 4
- Timo Kotipelto - (gościnnie) śpiew w końcowej części utworu False News Travels Fast